# Thorvald Gundestrup
Thorvald Gundestrup (16. marts 1869 i Odense – 9. maj 1931 i København) var en dansk arkitekt, der tegnede mange villaer og boligejendomme i nybarok stil omkring 1. verdenskrig. Han har sat sit præg på Islands Brygge, hvor fire boligkarreer er opført efter hans tegninger.
Thorvald Gundestrup var søn af boghandler Thorvald Gundestrup og Jenny Adolphine Christiane Eilskov. Han kom i tømrerlære i Odense, blev svend og kom på Odense Tekniske Skole, hvorfra han tog afgang 1888. Dernæst studerede han på Kunstakademiets Arkitektskole fra 1889 og tog afgang 1900. Han var ansat hos J.D. Herholdt, Vilhelm Dahlerup, H.C. Glahn i Nykøbing Falster og var konduktør for Johan Schrøder på Sukkerfabrikken i Kongens Lyngby. Han havde egen tegnestue fra 1898. Samtidig var han løjtnant af artilleriet i 1892.
Gundestrup udstillede tegninger på Charlottenborg Forårsudstilling 1903 og 1924. Han var medlem af bestyrelsen for Det kongelige københavnske Skydeselskab og danske Broderskab.
Gundestrup blev gift første gang 13. juli 1895 på Juellinge med Gerda Haslund (12. oktober 1867 på Fjeldgaard – 15. januar 1901 i København), datter af proprietær Harald Edouard Haslund og Ane Marie Amalie Christine Christensen. Hans andet ægteskab indgik han 14. februar 1902 med Anna Elisabeth Selchau-Hansen (10. december 1874 på Saltø – 18. november 1959), datter af forpagter Lauritz S.-H. og Charlotte Engholm. Gundestrup er begravet på Frederiksberg Ældre Kirkegård.

## Værker
- Villa, nu P. Carl Petersens Kollegium, Skovshoved (1899 og 1906)
- Møens Spare- og Laanekasse, Stege (1902-03)
- Konsul Christian Effs villa, Søgade 10, Kolding (1906)
- Karréerne Langebrohus og Islandsborg, Islands Brygge, Islands Brygge, København (1906-07, vinduer ændret)
- Karréen Ejgi/Hüffeldts Ejendom, Egilsgade/Islands Brygge/Isafjordsgade/Gunløgsgade, Islands Brygge, København (1907, vinduer ændret)
- Tre boligejendomme, Strandvejen 59-63, Svanemøllen, København (1907)
- Karrébebyggelsen Egilshus, Njalsgade/Islands Brygge/Egilsgade/Isafjordsgade, Islands Brygge, København (1909)
- Ombygning af grosserer Julius Tafdrups villa, Vedbæk Strandvej 434, Vedbæk (1910)
- Valnæsgård på Falster, hovedbygning (1910)
- Villa, Ellinorsvej 10, Charlottenlund (1912)
- Boligkarré, Carl Plougs Vej/Danas Plads 19-25, Frederiksberg (1914)
- Villa, Kastelsvej 40, nu Storbritanniens ambassade, København (1917)
- Villa, Kastelsvej 38, ditto, København (1920)
- A/s Genforsikringsselskabet Rossias bygning, Bornholmsgade 8/Hammerensgade 6, København (1920)
- Det Danske Mælkekompagni, Nyelandsvej 25, Frederiksberg (1925, nedrevet)
- Bygninger for Hellebæk Klædefabrik, Hellebæk
- Teilmanns Stiftelse, Vognmandsmarken, København (1931)
- Beboelseshuse på Strandvejen og talrige villaer ved Dronninggård i Holte og langs kysten af Øresund
- Søgaard, Søgårdsvej, Gentofte